# Datzu
Datzu war eine deutsche Musikgruppe in der DDR. Sie wurde 1984 gegründet und löste sich 1989 wieder auf.

## Bandgeschichte
Nach der Auflösung von Neumis Rock Circus gründete Rainer Oleak (* 1953) (Keyboard), vorher bei Neue Generation, 1984 die Band Datzu, welche als Begleitband von Frank Schöbel als Nanu auftrat.
Weitere Gründungsmitglieder waren:
- Ulrich Werfel (* 1959), (Bassgitarre), früher bei Marathon, Baff, später Tutti Paletti
- Frank Schirmer (* 1958), (Schlagzeug), ehemals Caravan, später zu Stern Meißen
- Günter Fischer (* 1952), (Gitarre), früher Reform
- Ines Paulke (1958–2010), (Gesang). 1986 stieg sie aus, um ihre Solokarriere zu starten. Als Ersatz für Ines Paulke kam kurzzeitig
- Anke Schenker (* 1963) als Sängerin in die Band. Zu dieser Zeit formierte Oleak die Band um.

- Peter Lorenz (* 1954) (Perkussion, Saxophon), früher bei Bajazzo und Michael Hansen; Lorenz stieg schon 1985 bei Datzu ein
- Stefan Schirrmacher (* 1955) (Gitarre), vorher bei Pilot, Neue Generation und Neumis Rock Circus
- Ingo Politz (* 1959) (Schlagzeug), früher Keks und Neumis Rock Circus
- Peter Rasym (* 1953) (Bassgitarre), ehemals Stern Meißen, später Puhdys
- Anett Kölpin (* 1963) ersetzte 1986 Anke Schenker als Sängerin

1989 löste sich die Band auf.

## Diskografie

### Singles
- 1986: Ich denk’ an dich (Amiga-Quartett, Amiga)

### Alben
- 1989: Bist du noch wach (Amiga)
- 2007: 60 Jahre Amiga - Box 1 - Datzu (Amiga/BMG) (CD 3)